# Uspech
Uspech (Успех) è un film del 1984 diretto da Konstantin Chudjakov.

## Trama
Il film racconta di un regista crudele che va in un teatro periferico per mettere in scena The Seagull. È ossessionato e molto appassionato e ottiene il successo. Ma il prezzo di questo successo è troppo alto.